# Štítina (nádraží)
Štítina je železniční stanice, která se nachází v centrální části obce Štítina v okrese Opava. Leží v km 282,287 železniční trati Ostrava-Svinov – Opava východ, mezi stanicemi Háj ve Slezsku a Opava-Komárov.

## Historie
Současně se zahájením provozu na trati z Ostravy do Opavy dne 17. prosince 1855 byla v místě dnešní stanice otevřena železniční zastávka Dvořisko-Štítina. Od 15. října 1893 došlo k rozšíření na zastávku a nákladiště, od 15. května 1927 se jedná o stanici. V letech 1938 až 1945 byla stanice ve správě Deutsche Reichsbahn a nesla název Oppahof Stettin. V té době došlo k modernizaci stanice a vybudování nového elektromechanické zabezpečovací zařízení německého vzoru Einheit s německými mechanickými návěstidly a dvěma stavědly, jedním řídicím a druhým závislým. Toto německé zabezpečení stanice vydrželo až do modernizace a elektrizace trati Ostrava-Svinov – Opava východ, která proběhla v letech 2005-2006. V roce 2019 byla část nádražní budovy ubourána, zbytek byl renovován.

## Popis stanice

### Před modernizací
Stanice byla vybavena elektromechanickým zabezpečovacím zařízením Einheit, řídicí přístroj ovládaný výpravčím byl umístěn v dopravní kanceláři ve výpravní budově u hájeckého zhlaví, závislý přístroj byl na stavědle St 2 u opavského zhlaví. Ve stanici byly celkem tři dopravní koleje, na straně u budovy byla kolej č. 2 (užitečná délka 672 m), následovala kolej č. 1 (724 m) a poslední byla kolej č. 3 (721 m), za ní ještě byla krátká manipulační kolej č. 5, ze které odbočovala vlečka Správy státních hmotných rezerv (SSHR). U všech tří kolejí byla nástupiště o délce 188 m s příchodem přes koleje. Ve stanici bylo celkem sedm výhybek, přičemž ty, které bylo nutné přestavovat pro jízdu vlaků, byly ovládány drátovody z dopravní kanceláře nebo stavědla. Výjimkou byla výhybka č. 3 mezi 1. a 2. kolejí na hájeckém zhlaví, která byla přestavována ručně.

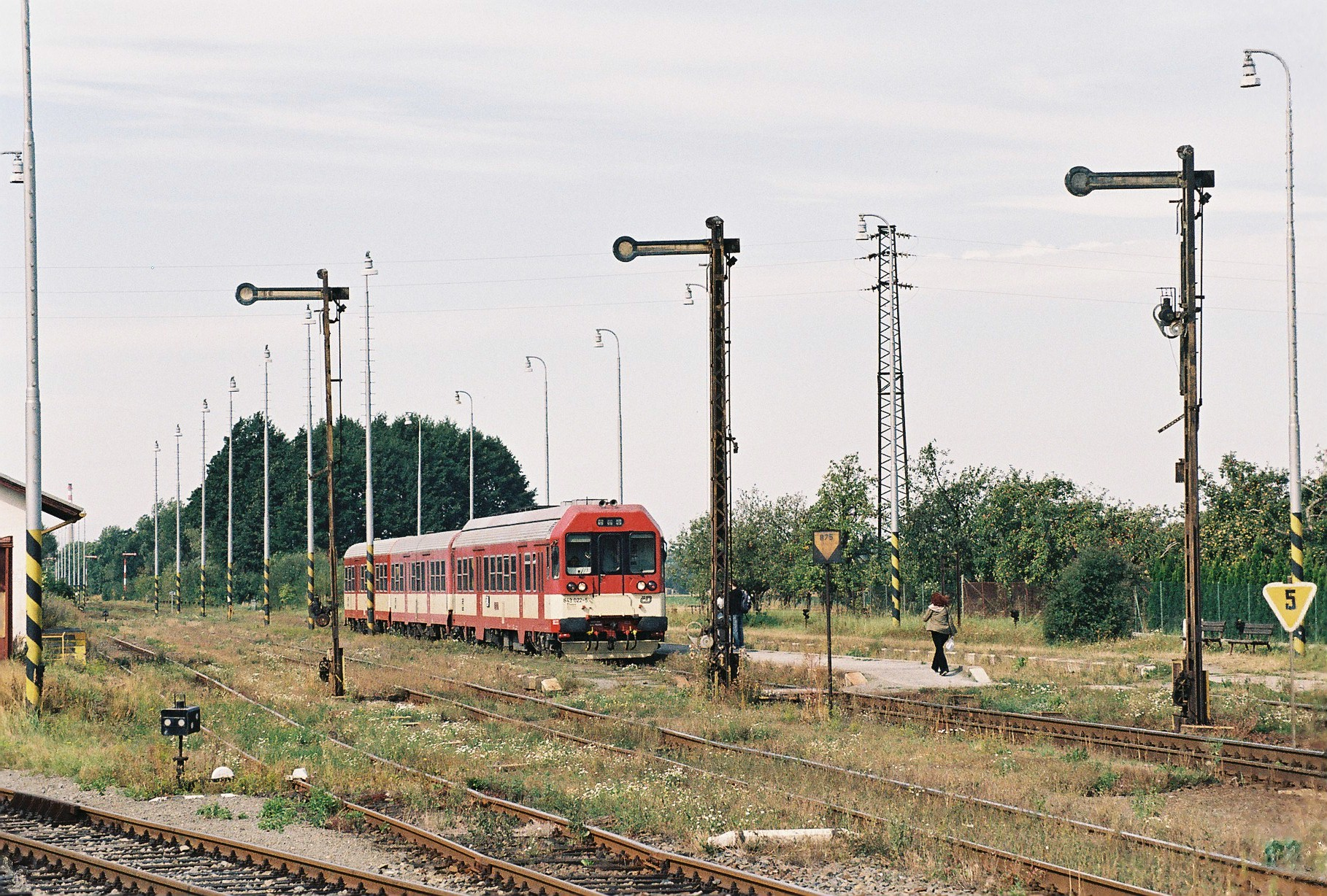
Stanice před modernizací (rok 2004)

Pomocí drátovodů byla stavěna rovněž mechanická návěstidla německého typu (výjimkou bylo pouze vjezdové návěstidlo S od Opavy-Komárova, které bylo rakouského typu) návěstidlo a předvěsti, vjezdová návěstidla byla dvouramenná, odjezdová jednoramenná. Z St 2 bylo signalistou ovládáno vjezdové návěstidlo S v km 283,424, všechna odjezdová návěstidla a vjezdové návěstidlo L v km 281,900 od Háje ve Slezsku byla stavěna z dopravní kanceláře.
Na opavském zhlaví byl přejezd se světelným přejezdovým zabezpečovacím zařízením bez závor. Jízda vlaků v obou přilehlých traťových úsecích byla zajišťována telefonickým dorozumíváním, přičemž traťový úsek do Háje byl hláskou Lhota u Opavy rozdělen na dva prostorové oddíly.

### Po modernizaci
V rámci modernizace, která probíhala v letech 2005-2006 došlo k úpravě celé stanice. Stanice je nově řízena pomocí elektronického stavědla ESA 11, které je prostřednictvím rozhraní JOP dálkově ovládáno z Ostravy-Svinova, případně ze záložního pracoviště ve stanici Opava východ, místní obsluha je možná jen v nouzových případech pomocí desky nouzových obsluh.
Konfigurace kolejiště nedoznala výraznějších změn, zůstaly zachovány tři dopravní koleje s užitečnými délkami 671 m (kolej č. 2), 675 m (kolej č. 1) a 734 m (kolej č. 3). Manipulační kolej č. 5 je nově jen kusá a vlečka SSHR odbočuje z koleje č. 3 na hájeckém zhlaví. Všechny výhybky jsou vybaveny elektromotorickými přestavníky s výjimkou odbočné výhybky na manipulační kolej. Všechna návěstidla jsou samozřejmě světelná, poloha vjezdových návěstidel se jen mírně liší od původních poloh jejich mechanických předchůdců.
Nástupiště jsou nově jen dvě, obě o délce 190 m, u koleje č. 2 je vnější nástupiště s hranou ve výšce 200 mm, mezi kolejemi č. 1 a 2 je oboustranné nástupiště s výškou hran 250 mm. Přístup na druhé jmenované nástupiště je úrovňový po přechodu přes kolej č. 2. Železniční přejezd silnice II/467 č. P7743 v km 282,280 na opavském zhlaví byl i po modernizaci bez závor, ty byly dodány dodatečně v roce 2020.
Jízda vlaků v přilehlých traťových úsecích je zabezpečena integrovaným traťovým zabezpečovacím zařízením 3. kategorie, do Opavy-Komárova bez návěstního bodu, úsek do Háje ve Slezsku pak dělí oddílová návěstidla automatického hradla Lhota u Opavy.